# 31 Большой Медведицы
31 Большой Медведицы (лат. 31 Ursae Majoris), SY Большой Медведицы (лат. SY Ursae Majoris), HD 85795 — одиночная звезда в созвездии Большой Медведицы на расстоянии приблизительно 217 световых лет (около 67 парсеков) от Солнца. Видимая звёздная величина звезды — +5,27m.

## Характеристики
31 Большой Медведицы — белый гигант спектрального класса A3III или A2. Радиус — около 2,52 солнечных, светимость — около 27,43 солнечных. Эффективная температура — около 8626 К.
Ранее считалась переменной звездой, но дальнейшие наблюдения переменности не подтвердили.